# محمد ابوحشیش
محمد ابوحشیش (عربی: محمد ابو حشيش؛ زادهٔ ۹ مهٔ ۱۹۹۵) بازیکن فوتبال اهل اردن است.
وی همچنین در تیم ملی فوتبال اردن بازی کرده‌است.